# Digitosarcinella caseariae
Digitosarcinella caseariae är en svampart som beskrevs av S. Hughes 1984. Digitosarcinella caseariae ingår i släktet Digitosarcinella, divisionen sporsäcksvampar och riket svampar.   Inga underarter finns listade i Catalogue of Life.